# Galya
Galya är ett kvinnonamn, som också kan stavas Galia eller Galiya. Namnet är av bulgariskt ursprung och betyder 'smeka'.[källa behövs]
Namnet Galya används också som diminutivform i Ryssland för Galina.[källa behövs]
Den 31 december 2014 fanns det totalt 41 kvinnor folkbokförda i Sverige med namnet Galya, Galia eller Galiya, varav 36 bar det som tilltalsnamn.
Namnsdag: saknas